# Hermann Reutter
Hermann Reutter (Stuttgart, 17 de junio de 1900 - Heidenheim an der Brenz, 1 de enero de 1985) fue un compositor y pianista alemán. Fue miembro del Partido Nazi.

## Óperas
- Saul (1928)
- Doktor Johannes Faust (1936)
- Odysseus (1942)
- Der Weg nach Freudenstadt (1948)
- Don Juan und Faust (1950)
- Die Rückkehr des verlorenen Sohnes (1952)
- Die Witwe von Ephesus (1954)
- Der Tod des Empedokles (1954)
- Die Brücke von San Luis Rey (1954)
- Hamlet (1980)